# Mực quỷ
Mực quỷ (tên khoa học Vampyroteuthis) sống ở độ sâu 600–900 m hoặc hơn, trên thân có hai rìa lớn trông hệt như hai cái tai. Mình của chúng trơn và nhũn nên thường bị nhầm là sứa. Dù chỉ dài 15 cm, không nguy hiểm cho con người, nhưng mực quỷ trông rất dữ dằn với đôi mắt hình cầu to bằng mắt của một con chó lớn. Bộ phận phát quang phân bố đều trên toàn bộ cơ thể và có thể bật hoặc tắt tuỳ theo ý thích của mực quỷ. Khác với các loài mực thông thường, mực quỷ hoàn toàn không có túi mực. Các xúc tu phủ đầy gai trông giống như những chiếc răng nhọn. Chính vì đặc điểm này mà chúng có cái tên "mực quỷ". Hai trong số các xúc tu có sợi co rút được, có khả năng duỗi dài ra, tạo điều kiện cho mực quỷ bắt mồi hiệu quả hơn. Khi gặp nguy hiểm, mực quỷ thu hai xúc tu trên lại tạo thành một mạng lưới bảo vệ quanh mình. Mực quỷ có thể bơi với tốc độ cực nhanh, nhanh hơn bất kì loài động vật thân mềm nào khác. Đây là một lợi thế của mực quỷ trong quá trình săn bắt mồi và chạy trốn khỏi sự truy đuổi của kẻ thù. Mực quỷ sống chủ yếu ở những vùng biển nhiệt đới và ôn đới.
|         |
| Mực quỷ |